# Pida decolorata
Pida decolorata är en fjärilsart som beskrevs av Walker 1869. Pida decolorata ingår i släktet Pida och familjen tofsspinnare. Inga underarter finns listade i Catalogue of Life.